# S. N. Behrman
S. N. Behrman, pseudonimo di Samuel Nathaniel Behrman (Worcester, 9 giugno 1893 – New York, 9 settembre 1973), è stato un commediografo, scrittore e giornalista statunitense, noto per i suoi racconti adattati per i popolari spettacoli di Broadway, che hanno presentato e descritto problematiche morali contemporanee; si distinse tra i drammaturghi popolari per aver affrontato questioni complicate e per non aver creato personaggi banali.

## Biografia

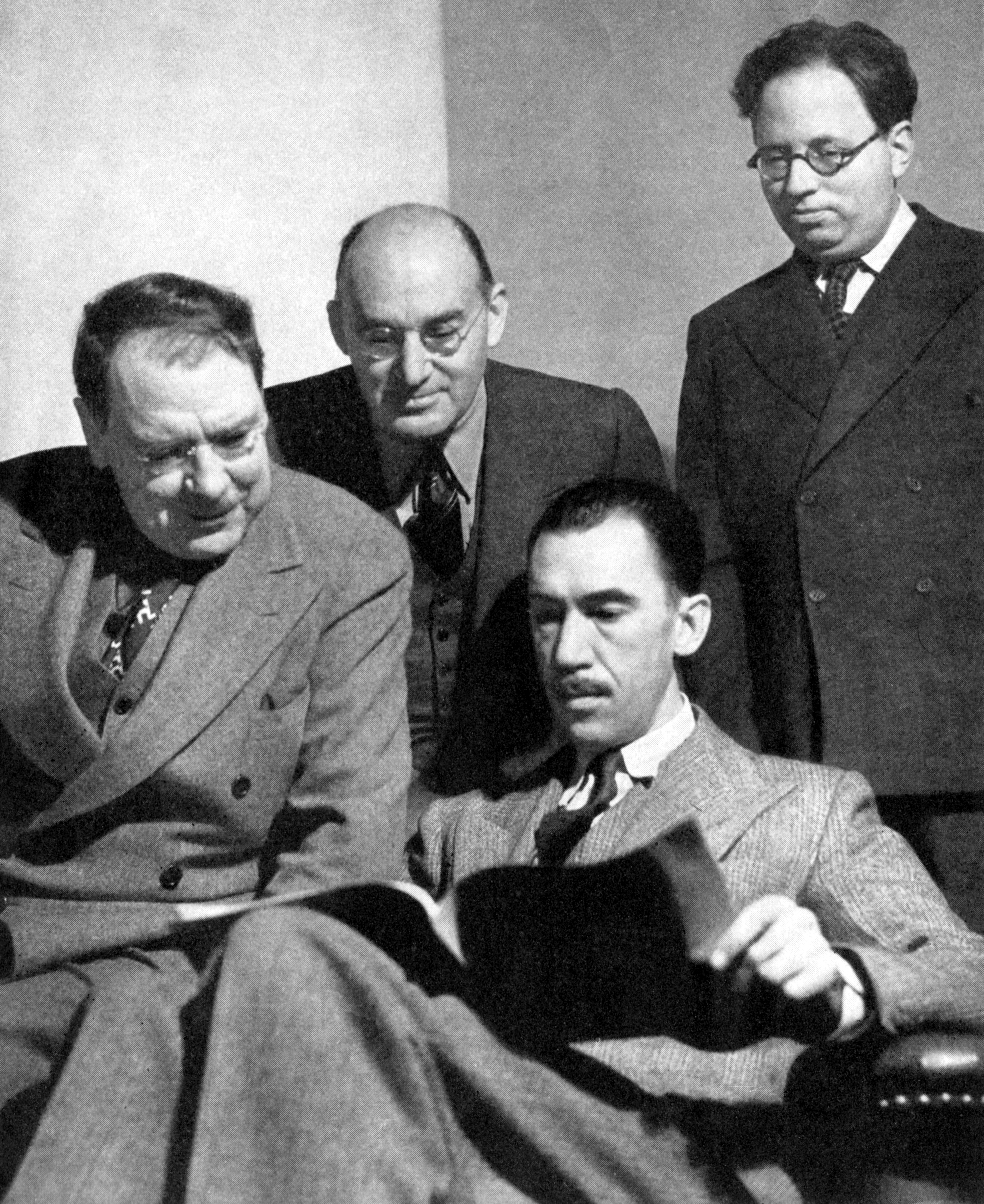
Da sinistra: Maxwell Anderson, S. N. Behrman, Robert E. Sherwood ed Elmer Rice, quattro dei cinque fondatori della Playwrights' Company

Samuel Nathaniel Behrman nacque a Worcester, in Massachusetts, in una famiglia di immigrati lituani di origine ebraica, in cui suo padre si dedicava spesso allo studio del Talmud. Behrman studiò sotto la guida del critico letterario ed educatore George Pierce Baker e si laureò ad Harvard, avvicinandosi contemporaneamente alla letteratura e al teatro.
Durante la fine degli anni dieci, i racconti e le critiche di Behrman vennero pubblicate su riviste come The Seven Arts, The Liberator, The New Republic e The Smart Set, oltre che numerose recensioni di libri eseguiti per il The New York Times, dove collaborò inizialmente nel settore degli annunci pubblicitari e in seguito come assistente alla redazione della sezione libri.
Gli occorsero undici anni per vendere la sua prima opera teatrale, The Second Man (1927), che risultò un grande successo e diede l'avvio ad una carriera prolifica e brillante. L'intelletto, la tecnica, l'arguzia e il fascino presenti in questo primo lavoro caratterizzarono anche i suoi scritti successivi. L'opera è incentrata sulle vicende di vita di uno scrittore che lo pongono di fronte a una scelta romantica tra una donna facoltosa che lo sostiene finanziariamente e una bellissima donna più giovane che lo adora. Questo affresco della condizione di indecisione umana, presentato con ironica grazia, fu elogiato dalla critica per il suo dialogo colto, arguto e la sua sottile intuizione sulla psicologia umana.
Ottenne il successo con commedie brillanti di costume, dove evidenziò il rispetto per i valori umani. Tra le altre sue opere più note: Serena Blandish (1929), un malizioso ritratto femminile; Meteor (1929), basata sul protagonista, un finanziere, simbolo di una società e dei costumi; Biography (1932), un ritratto di donna; Rain from heaven (1934), presa di posizione contro il nascente nazismo; End of summer (1936); Wine of choice (1938), queste ultime dedicate alle problematiche dei mali totalitari; The talley method (1941); The pirate (1942); The cold wind and the warm (1958); Lord Pengo (1963); But for whom Charlie (1964). Adattò per le scene opere di William Somerset Maugham, Marcel Achard e altri. È autore inoltre di un volume di ricordi (The Worcester account, 1954) e delle biografie del mercante d'arte Joseph Duveen (1952) e dello scrittore Max Beerbohm (Portrait of Max, 1960).Il suo romanzo The Burning Glass (1968) fu ambientato nella prima guerra mondiale a Salisburgo.
Durante gli anni trenta e quaranta, Behrman lavorò assiduamente a Hollywood, dove scrisse o collaborò a numerose sceneggiature, tra cui Tess of the Storm Country (1932), Anna Karenina (1935) e Waterloo Bridge (1940). Si distinse per la capacità e la sensibilità negli adattamenti dei classici letterari e per il suo scintillante dialogo. Tra i suoi amici e colleghi durante i suoi anni di Hollywood si possono menzionare Harpo Marx, Greta Garbo e Salka Viertel.
Il 20 giugno 1936, Behrman si sposò con Elza Heifetz Stone, la sorella divorziata del violinista Jascha Heifetz. Un figlio, Arthur David, nacque l'anno seguente, e Behrman divenne patrigno di due figli del precedente matrimonio della moglie.
Durante gli anni trenta e quaranta Behrman scrisse e ricevette numerose lettere per conto di ebrei europei in fuga dal nazionalsocialismo e cercò di farli entrare negli Stati Uniti.
Sulla sua rubrica per The New Yorker apparvero i profili di celebri personaggi: dal compositore George Gershwin all'ungherese Ferenc Molnár, dal leader sionista Chaim Weizmann al cantante Eddie Cantor; i pezzi più lunghi, usciti a puntate, furono poi raccolti in volume, come quelli sulla vita dell'antiquario e collezionista d'arte Joseph Duveen e del dandy Max Beerbohm. I suoi scritti autobiografici, anch'essi prima serializzati sul New Yorker, apparvero in due volumi.  
Gli importanti contributi di Behrman alla letteratura americana sono stati riconosciuti attraverso i premi, i titoli, quali la sua introduzione al National Institute of Arts and Letters (1943); l'assegnazione di una laurea honoris causa di dottore in lettere presso la Clark University (1949); l'elezione alla carica di Fellow all'American Academy of Arts and Sciences (1959); la sua nomina al Board of Trustees of Clark University (1962).
Samuel Nathaniel Behrman morì a New York il 9 settembre 1973.

## Opere
- Duveen: The Story of the Most Spectacular Art Dealer of All Time, 1952
  -  Il re degli antiquari. La vita avventurosa di un cacciatore di capolavori, traduzione di Gabriella Alzati, Illustrazioni di Saul Steinberg, Milano, Rizzoli, 1953.
  -  Duveen. Il re degli antiquari, traduzione di Pavlov Dogg, Collana La memoria illustrata, Palermo, Sellerio, 2005, ISBN 978-88-768-1159-3. - Collana La memoria n.1087, Sellerio, 2018, ISBN 978-88-389-3748-4.
- The Worcester Account, 1955.
- Portrait of Max: An Intimate Memoir of Sir Max Beerbohm, 1960.
- The Burning Glass, 1968. [romanzo]
- People in a Diary: A Memoir, 1972.

### Commedie
- Bedside Manners (1923), con J. Kenyon Nicholson
- A Night's Work (1924), con Nicholson
- The Man Who Forgot (1926), con Owen Davis
- The Second Man (1927)
- Love Is Like That (1927), con Nicholson
- Serena Blandish (or The Difficulty of Getting Married) (1929)
- Meteor (1929)
- Brief Moment (1931)
- Biography (1932)
- Love Story (1933)
- Rain From Heaven (1934)
- End of Summer (1936)
- Amphitryon 38 (1937)
- Wine of Choice (1938)
- No Time for Comedy (1939)
- The Talley Method (1941)
- The Pirate (1942)
- Jacobowsky and the Colonel (1944)
- Dunnigan's Daughter (1945)
- Jane (1946)
- I Know My Love (1949)
- Let Me Hear the Melody (1951)
- Fanny (musical) (1954), con Joshua Logan
- The Cold Wind and the Warm (1958)
- Lord Pengo (1962)
- But For Whom Charlie (1964)

## Sceneggiature
- He Knew Women (1930)
- Liliom (1930), con Sonya Levien
- Lightning (1930), con Levien
- The Sea-Wolf (1930)
- The Brat (1931), con Levien
- Surrender (1931), con Levien
- Daddy Long Legs (1931), con Levien
- Rebecca of Sunnybrook Farm (1932), con Levien
- Tess of the Storm Country (1932), con Levien e Rupert Highes
- Brief Moment (1933)
- Hallelujah, I'm a Bum (1933)
- As Husbands Go (1933)
- My Lips Betray (1933)
- Queen Christina (1933)
- Biography of a Bachelor Girl (1934)
- Anna Karenina (1935)
- A Tale of Two Cities (1935)
- Conquest (1937)
- Parnell (1937)
- The Cowboy and the Lady (1938)
- No Time for Comedy (1940)
- Waterloo Bridge (1940)
- Two-Faced Woman (1941)
- The Pirate (1948)
- Quo Vadis (1951)
- Me and the Colonel (1958)
- Fanny (1961)
- Stowaway in the Sky (1962)